# Pachymeces
Pachymeces is een kevergeslacht uit de familie van de boktorren (Cerambycidae). De wetenschappelijke naam van het geslacht werd voor het eerst geldig gepubliceerd in 2012 door Juhel.

## Soorten
Pachymeces is monotypisch en omvat slechts de volgende soort:
- Pachymeces ghesquierei Juhel, 2012